# Lore Hartling
Lore Hartling (* 3. März 1932; † 13. August 1994 in Berlin) war eine deutsche Schauspielerin.

## Leben und Wirken
Lore Hartling begann ihre Bühnenlaufbahn 20-jährig in Basel. An der Komödie Basel konnte sie 1954 einen schönen Erfolg mit der Mary in der Komödie „Herr im Haus bin ich“ feiern. Zwei Jahre darauf wechselte sie an das von Boleslaw Barlog geleitete Berliner Schiller- und Schloßparktheater, wo sie ihren späteren Ehemann, den 24 Jahre älteren Berufskollegen Martin Held kennen lernte, mit dem sie auch immer wieder gemeinsam auf der Bühne stand.
So traten beide beispielsweise 1957 in Walter Hasenclevers „Ein besserer Herr“ in einer Inszenierung Hans Lietzaus auf, aber auch 1959 in Jean Anouilhs „General Quixotte“ in einer Inszenierung von Rudolf Steinböck. In Wolfgang Staudtes Justizdrama Der letzte Zeuge stand das Künstlerpaar Held/Hartling wiederum gemeinsam vor der Kamera.
Zum Jahresbeginn 1957 begann Lore Hartling zu filmen. Ihre vor der Kamera (Kinofilm wie Fernsehfilm) absolvierten Auftritte waren zumeist recht unspektakulär. Sie verkörperte junge Frauen aller Arten, oftmals in Gegenwartsgeschichten.
Mit der Geburt ihres ersten Sohns Albert (Jahrgang 1964) aus der Verbindung mit Held, den sie 1967 heiratete, zog sich Lore Hartling ins Privatleben zurück und widmete sich ganz der Erziehung beider Kinder (der zweite Sohn Maximilian wurde 1967 geboren).

## Filmografie
- 1957: Ein besserer Herr (TV)
- 1957: Der Stern von Afrika
- 1958: Gestehen Sie, Dr. Corda!
- 1958: Ist Mama nicht fabelhaft?
- 1958: Stefanie
- 1958: Frau im besten Mannesalter
- 1959: Nelson-Premiere (TV)
- 1960: Die junge Sünderin
- 1960: Der letzte Zeuge
- 1961: Zwei unter Millionen
- 1962: Finden Sie, daß Constanze sich richtig verhält?
- 1963: Die Mondvögel (TV)
- 1963: Die endlose Nacht
- 1963: Endspurt (TV)
- 1964: Bunbury (TV)